# كارل هاينز روت
كارل هاينز روث (بالألمانية: Karl Heinz Roth)‏ (و. 1942  م) هو مؤرخ، وطبيب، وعالم اجتماع، وصحفي الرأي، وpreface author ‏ ألماني، ولد في فرتهايم آم ماين.

## وصلات خارجية
- كارل هاينز روت على موقع IMDb (الإنجليزية)

- كارل هاينز روت في قاعدة بيانات الأفلام على الإنترنت